# Henry Venn (Theologe)

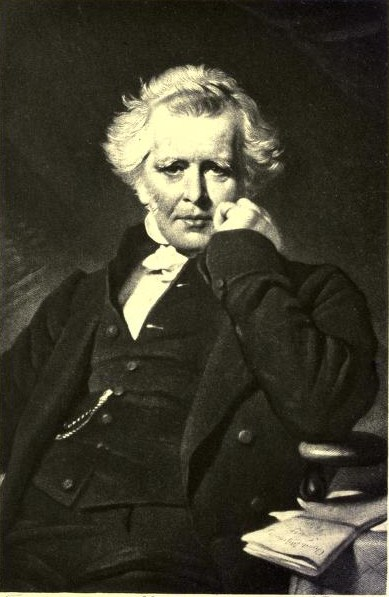
Henry Venn

Henry Venn, auch Henry Venn Junior (* 10. Februar 1796 in Clapham; † 13. Januar 1873 in Mortlake in Surrey), war ein englischer Theologe und Generalsekretär der Church Missionary Society.
Venn, ein Sohn des Pfarrers John Venn, gilt als einer der bekanntesten anglikanischen Geistlichen seiner Zeit und war Mitglied in zwei königlichen Kommissionen. Er nahm eine kritische Position zur Sklaverei ein und gilt als einer der Hauptmitverantwortlichen für die Abschaffung des transatlantischen Sklavenhandels. Venn holte junge Afrikaner nach England, um ihnen dort zu ermöglichen, ein Handwerk zu erlernen, wie etwa die Verarbeitung von Baumwolle, um so nach ihrer Rückkehr zum Wohle ihres Kontinents beizutragen.
Die von ihm dargelegten Hauptgrundsätze der christlichen Mission wurden später im Rahmen des First International Congress on World Evangelization weit verbreitet.
Venn war ab 1829 mit Martha Sykes verheiratet; einer ihrer Söhne war der Mathematiker John Venn.